# 이찬희 (1986년)
이찬희(1986년 11월 14일~)는 대한민국의 배우이고, 2006년에 연극배우로 처음 데뷔하였다.

## 학력
- 동국대학교 연극학부 학사

## 출연작

### 드라마
- 《영혼수선공》 (2020년, KBS2) - 황민욱 역
- 《맛 좀 보실래요》 (2019년, SBS) - 달남 역
- 《내 남자의 비밀》 (2017년, KBS2) - 박비서 역
- 《아이가 다섯》 (2016년, KBS2) - 박해성 역
- 《장사의 신 - 객주 2015》 (2015년, KBS2)
- 《조선 총잡이》 (2014년, KBS2) - 구식군대 부대원 역
- 《고양이는 있다》 (2014년, KBS1)
- 《감격시대: 투신의 탄생》 (2014년, KBS2)
- 《굿 닥터》 (2013년, KBS2)
- 《7급 공무원》 (2013년, MBC)

### 연극
- 《블루로즈》 (2019년) - 박현 역